# Anisodes aquila
Anisodes aquila är en fjärilsart som beskrevs av William Schaus 1912. Anisodes aquila ingår i släktet Anisodes och familjen mätare. Inga underarter finns listade i Catalogue of Life.